# Podłęże (Wieliczka)
Pour les articles homonymes, voir Podłęże.
Podłęże est une localité polonaise de la gmina de Niepołomice, située dans le powiat de Wieliczka en voïvodie de Petite-Pologne.

## Géographie
La ville possède une gare.